# Catecismo de São Pio X

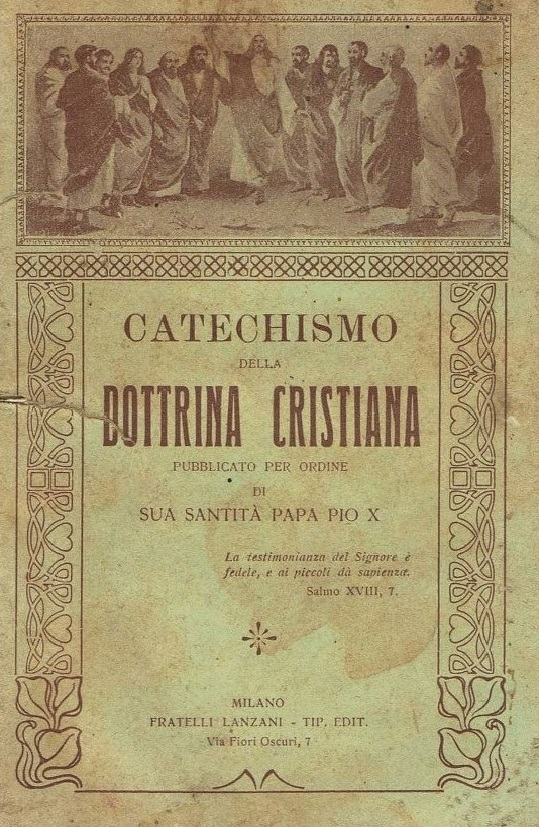
Catechismo della Dottrina Cristiana.

O Catecismo da Doutrina Cristã ou Compêndio da Doutrina Cristã, mais conhecido como Catecismo de São Pio X, pode se referir tanto a um catecismo publicado em 1905 para ser usado na diocese de Roma na época do pontificado do Papa São Pio X, como ao catecismo que o sucedeu em 1912; ambos com o objetivo de popularizar o ensino do catecismo na Igreja Católica e tornar os católicos mais informados e conhecedores da sua fé e doutrina. Estes catecismos tinham também a função de resumir o Catecismo Romano, que foi um produto importante do Concílio de Trento.

## Características
Estes catecismos, publicados inicialmente em italiano, adotam o clássico "método dialógico de perguntas e respostas" para expor o essencial da doutrina católica, fornecendo por isso um conhecimento teológico básico para todos os católicos. Este método, aliado à sua "linguagem clara e concisa", tornou-se mais adequado à formação dos jovens e adultos católicos do que o Catecismo Romano que era mais voltado ao sacerdotes.
Em 2003, o então cardeal Joseph Ratzinger (mais tarde, Papa Bento XVI), afirmou que o Catecismo de São Pio X "tinha como características a simplicidade de exposição e a profundidade de conteúdos".

## Edições de 1905 e 1912
A primeira edição do Catecismo do Papa São Pio X foi publicada em 1905 sob o título Compêndio da Doutrina Cristã. Esse catecismo foi o livro normativo de ensino da doutrina cristã na Diocese de Roma durante alguns anos. Em 1912, o papa mandou publicar uma nova edição, o Catecismo da Doutrina Cristã, proibindo que se usasse na diocese e província eclesiástica de Roma, no que toca ao ensino do catecismo, outro texto diferente. Diferentemente da anterior, a nova edição foi editada sob a supervisão direta do papa. Mais simples e objetivo, o novo catecismo suprimiu algumas imprecisões da edição anterior: 
"Nós consentimos que se reduzisse o antigo Catecismo a um novo, muito restrito, que Nós mesmos examinamos e quisemos que fosse examinado por muitos de nossos confrades Bispos da Itália, a fim de que nos exprimissem o seu parecer em geral, e indicassem, em particular, segundo sua ciência e experiência, as modificações a serem introduzidas".
A edição de 1905 foi largamente utilizada nos âmbitos eclesiais fora da Diocese de Roma. Após ser substituído, o seu alcance aumentou mais ainda, sendo traduzido para dezenas de idiomas, mesmo após o Concílio Vaticano II.  
No Brasil, a edição de 1905 é editada pela Editora Permanência e a edição de 1912 foi editada pela editora Escravas de Maria.

## Estrutura
Este catecismo, com cerca de 1000 perguntas e respostas na edição de 1905 e 400 na edição de 1912, é estruturado da seguinte maneira:
- Introdução - onde estão expostas as principais orações e fórmulas de doutrina católica;
- Lição Preliminar: Da Doutrina Cristã e suas partes principais;
- Primeira Parte: Do Símbolo dos Apóstolos, chamado vulgarmente o Credo;
- Segunda Parte: Da Oração;
- Terceira Parte: Dos Mandamentos da Lei de Deus e da Igreja;
- Quarta Parte: Dos Sacramentos;
- Quinta Parte: Das virtudes principais e de outras coisas que o cristão deve saber - nesta última parte, está exposto a doutrina sobre as virtudes, o pecado, as bem-aventuranças, a Tradição apostólica (oral e escrita), as boas obras (com particular destaque às obras de misericórdia) e os novíssimos.

## Atualidade
Em 2003, o então cardeal Joseph Ratzinger (mais tarde, Papa Bento XVI), afirmou que o Catecismo de São Pio X continua ainda válido, porque "a fé como tal é sempre idêntica. Portanto, o Catecismo de São Pio X conserva sempre o seu valor. O que pode mudar é a maneira de transmitir os conteúdos da fé. [...] Mas isso não impede que possa haver pessoas ou grupos de pessoas que se sintam mais à vontade com o Catecismo de São Pio X. É preciso não esquecer que aquele Catecismo [...] era fruto da experiência catequética pessoal de Giuseppe Sarto [...]. Também por isso, o Catecismo de São Pio X poderá continuar a ter no futuro alguns amigos". Mas, Ratzinger ressalvou que o novo Catecismo da Igreja Católica e o seu Compêndio "possam responder da melhor maneira às exigências de hoje".